# Lawrenceville (Nova Jersey)
Lawrenceville és una concentració de població designada pel cens dels Estats Units a l'estat de Nova Jersey. Segons el cens del 2000 tenia 4.081 habitants.

## Demografia
Segons el cens del 2000, Lawrenceville tenia 4.081 habitants, 1.747 habitatges, i 1.070 famílies. La densitat de població era de 1.515,1 habitants/km².
Dels 1.747 habitatges en un 32,2% hi vivien nens de menys de 18 anys, en un 48,7% hi vivien parelles casades, en un 10,5% dones solteres, i en un 38,7% no eren unitats familiars. En el 32,3% dels habitatges hi vivien persones soles el 8,6% de les quals corresponia a persones de 65 anys o més que vivien soles. El nombre mitjà de persones vivint en cada habitatge era de 2,33 i el nombre mitjà de persones que vivien en cada família era de 2,99.
Per edats la població es repartia de la següent manera: un 24,2% tenia menys de 18 anys, un 5,8% entre 18 i 24, un 32,2% entre 25 i 44, un 27,7% de 45 a 60 i un 10,1% 65 anys o més.
L'edat mediana era de 39 anys. Per cada 100 dones de 18 o més anys hi havia 77,7 homes.
La renda mediana per habitatge era de 74.107 $ i la renda mediana per família de 98.972 $. Els homes tenien una renda mediana de 65.189 $ mentre que les dones 37.972 $. La renda per capita de la població era de 37.919 $. Aproximadament el 0,6% de les famílies i l'1,7% de la població estaven per davall del llindar de pobresa.

## Poblacions més properes
El següent diagrama mostra les poblacions més properes.